# Юта (руска певица)
Юта (родена Анна Владимировна Сьомина (на руски: А́нна Влади́мировна Сёмина; родена на 20 юни 1979 г.) е руска певица, композитор, текстописец и актриса. Тя е ръководител и основател на професионална певческа група „Юта“. През юни 2012 г. обявява, че ще започне солова кариера.

## Кариера
Сьомина е родена на 20 юни 1979 г. в Свердловск, Русия. През младостта си е била добра плувкиня, гимнастичка и е свирила на флейта. Семейството ѝ се премества в Москва през 1985 г. Тя посещава музикалния колеж „Гнесини“ в Москва през 90-те години и основава група музиканти, известни като „Юта“ през 2000 г. Те създават първия си албум през 2001 г., който е приет положително от критиците и започва славата на групата. Юта става пионер на жанра поп музика в Русия и издава още няколко албума в началото на XXI век.
От 2005 г. тя започва да пише и музика за филми и телевизионни сериали. Първата ѝ работа е саундтрак за руския телевизионен сериал „Войници“. Саундтракът в крайна сметка попада в плейлиста на радиостанция.
Юта се включва активно в пропагандата на режима в подкрепа на Руското нападение над Украйна от 2022 година, като издава поредица от провоенни песни.

## Дискография
| Име                     | От   |
| ----------------------- | ---- |
| Легко И Даже Изящно     | 2001 |
| Хмель И Солод           | 2002 |
| Рожь И Клевер           | 2003 |
| Remixed                 | 2004 |
| Девочка                 | 2004 |
| Телерадиосны            | 2005 |
| После                   | 2007 |
| На Краю                 | 2008 |
| Кстати                  | 2014 |
| Мои Родные              | 2016 |
| В Глубине Твоего Сердца | 2017 |